# Ubeske (Adelsgeschlecht)

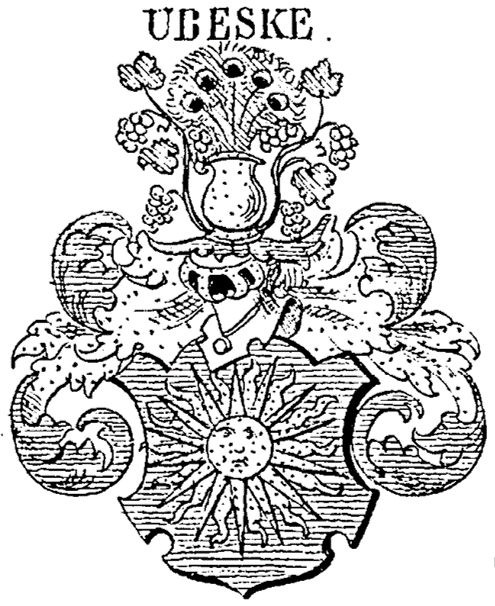
Wappen der Ubeske

Ubeske ist der Name eines erloschenen pommerschen Adelsgeschlechts.

## Geschichte
Das Geschlecht wurde im Jahr 1292 zuerst urkundlich genannt. Während Angehörige der Familie in früher Zeit mehrfach unter den ersten Urkundenzeugen genannt wurden, was für ein hohes Ansehen spricht, zählten die Ubeske spätestens im 17. Jahrhundert mit ihrem Stammgut Polchow zu den Aftervasallen der Herren von Borcke. Ebenfalls im Kreis Regenwalde zählte Wolkow zu den Gütern der Familie. Durch den Grundbesitz zu Sarrenzig im Kreis Dramburg im 16. Jahrhundert gehörte die Familie auch der Neumärkischen Ritterschaft an. Weiterer zeitweiser Gutsbesitz in Pommern bestand zu Conow und Wulkow. 1692 wurde die Familie zuletzt genannt, so dass gemeinhin von einem Ausgang des Mannesstamms um 1700 ausgegangen wird.

## Wappen
Blasonierung: In Rot eine goldene Sonne. Auf dem Helm mit gold-roten bzw. rot-golden Decken aus einem goldenen Becher ein Pfauenschwanz, zu jeder Seite begleitet von einer grünen Rebe mit roten Trauben.